# Kosovo-Albaner

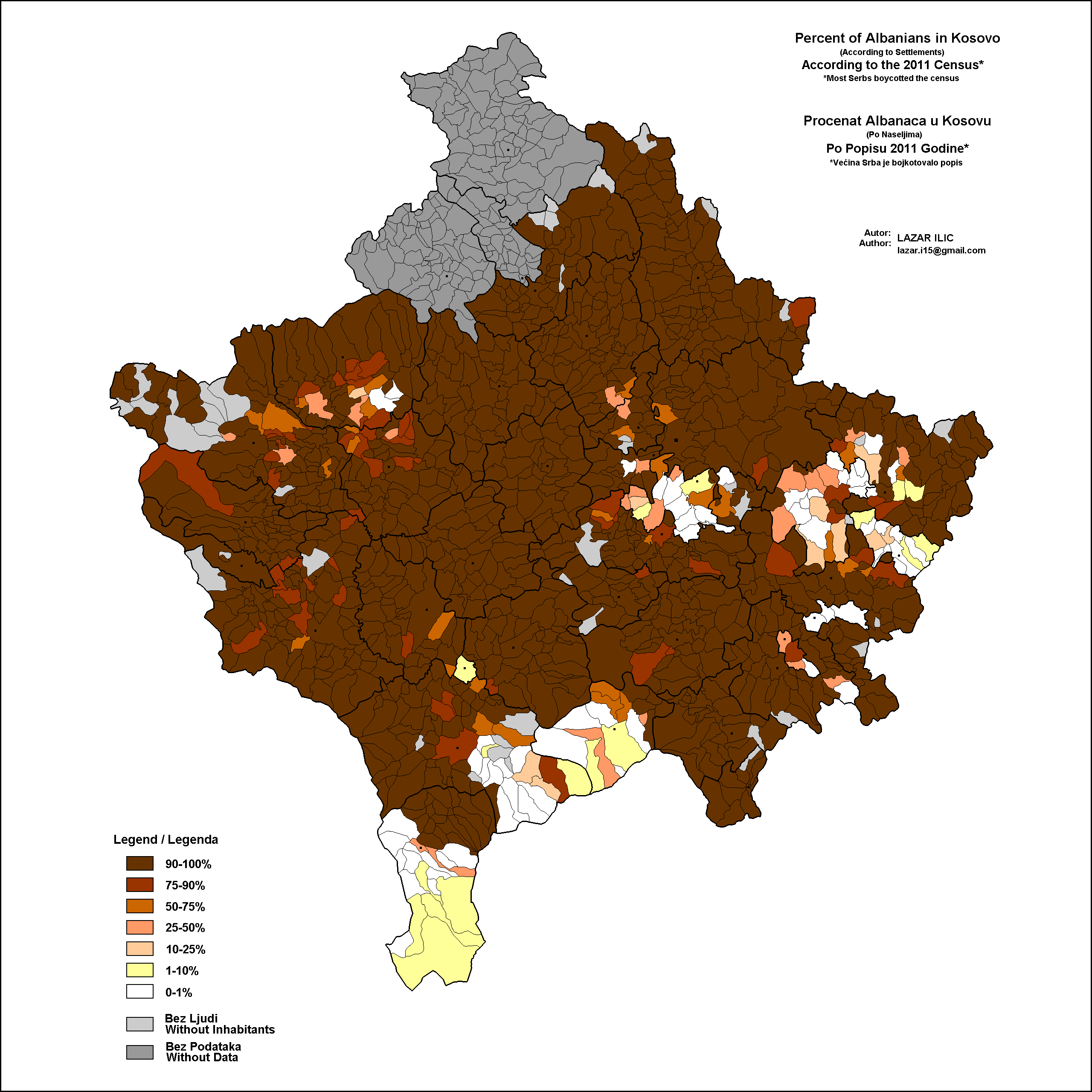
Verteilung der Kosovo-Albaner im Kosovo (Volkszählung 2011)

Die Kosovo-Albaner (albanisch Shqiptarët e Kosovës oder um sich zu differenzieren Kosovarët) sind eine regionale Gruppe der albanischen Ethnie im Kosovo. Ihre Muttersprache ist das Albanische. Sie stellen rund 93 Prozent der Landesbevölkerung. Kosovo-albanische Emigranten leben in großer Zahl in Mitteleuropa (vor allem Schweiz und Deutschland) und in den Vereinigten Staaten.

## Dialekt
Im Kosovo wird eine Variante des gegischen Dialekts gesprochen, die sich deutlich von der standard-albanischen Schriftsprache unterscheidet.

## Religion
In einer Umfrage von 2011 bezeichneten sich 95,61 Prozent der Bevölkerung des Kosovo als Muslime. Die Mehrheit der albanischen Muslime sind Sunniten der hanafitischen Rechtsschule, eine bedeutende Minderheit Anhänger der Sufiorden der Rifāʿīya und Bektaschi. Rund 3 % der Kosovo-Albaner sind Katholiken.

## Kosovo-Albaner und Albaner aus Albanien

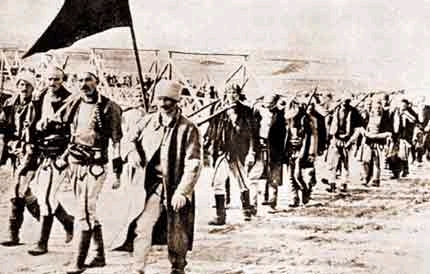
Albanische Rebellen im Kosovo 1912 zur Zeit der Unabhängigkeit Albaniens

Es gibt neben vielen Gemeinsamkeiten wie der gemeinsamen Schriftsprache, der Verwendung der Flagge Albaniens im inoffiziellen Gebrauch und der Unterstützung der albanischen Fußballnationalmannschaft auch deutliche Unterschiede zwischen Kosovo-Albanern und Albanern aus Albanien, die u. a. durch die staatliche Trennung seit 1912 und die komplette Schließung der Grenze nach 1948 bedingt sind. Einerseits waren die Albaner im Mutterland durch die Isolation in kommunistischen Zeiten von der geistigen und wissenschaftlichen Entwicklung außerhalb des Landes abgeschnitten, während die Kosovo-Albaner der älteren Generation, bedingt durch jahrzehntelange Arbeitsemigration nach Westeuropa, deutlich weltläufiger sind.
Andererseits hatten die Kosovo-Albaner keinen Kontakt zu den vorwiegend toskischen Eliten Südalbaniens, so dass deren kulturelle Leistungen im Kosovo kaum rezipiert wurden. Darüber hinaus spielten patriarchalische und religiöse Traditionen im Kosovo nach dem Zweiten Weltkrieg nach wie vor eine große Rolle, während die Kommunisten Albanien in dieser Hinsicht einer Zwangsmodernisierung auferlegten. Schließlich hat die im Kosovo gebliebene jüngere Generation der Albaner aufgrund des Milošević-Regimes und des nachfolgenden Chaos unter dem UN-Protektorat große Bildungsdefizite. So ist heute ein Teil der kosovoalbanischen Bevölkerung nicht in der Lage, die albanische Hochsprache richtig zu schreiben. Es gibt sogar eine Bewegung, die den im Kosovo gesprochenen gegischen Dialekt zur Schriftsprache machen will.
Bis zur Flucht und Vertreibung hunderttausender Kosovaren während des Kosovokriegs (1999) hatten nur wenige Albaner aus dem Kosovo jemals das so genannte Mutterland besucht. Die Begegnung der tausenden Flüchtlinge mit den Albanern jenseits der Grenze war ein Kulturschock. Man wunderte sich über die offensichtliche Armut und ebenso über die chaotischen Verhältnisse in Staat und Gesellschaft. Hinzu kamen die sprachlichen Unterschiede. Der albanische Intellektuelle Fatos Lubonja skizzierte die Unterschiede wie folgt:

„· Die Kosovo-Albaner schätzten Albanien, in dem sie ihre Mutter erblickten, von der sie gewaltsam getrennt waren – die Albaner begannen es
zu hassen, da es, umgeben mit Stacheldraht, eher einem Konzentrationslager ähnelte;

· Die Kosovaren verfügten über die Möglichkeit, ins Ausland zu reisen, und das verhalf ihnen dazu, den Traum vom versprochenen Boden
auszuträumen – die Albaner, isoliert, drängten, die Welt kennen zu lernen;

· Die Kosovaren sahen in Enver Hoxha das Symbol Albaniens. Viele von ihnen wurden daraufhin zu Marxisten-Leninisten – die Albaner hassten ihn,
denn er war das Symbol des Schlechten;

· Die Kosovaren, der Serben überdrüssig, brannten vor Sehnsucht nach den Albanern – die Albaner sagten, dass sie das Schlimmste erfuhren, als sie
allein und sonders in den Händen von Albanern blieben;

· Die Kosovaren vergingen vor Sehnsucht, wenn sie Volkslieder hörten – den Albanern gingen diese auf die Nerven, weil sie keine andere Musik im
albanischen Rundfunk und Fernsehen hörten …“

Schrittweise kam es in den Jahren, als nach dem Krieg die Grenzen wieder offen waren und die neue »Rruga e Kombit«, die »Straße der Nation« genannten Autobahn zwischen den Ländern, den Personenverkehr vereinfacht hatte, zu einer Wiederannäherung zwischen den Albanern aus dem Kosovo und denen aus Albanien. Man heiratet wieder über die Grenze hinweg, und viele Kosovaren verbringen ihren Urlaub an albanischen Stränden. Auch die sprachlichen Unterschiede sind durch die direkten Kontakte, vor allem aber durch die Medien, geringer geworden. Es gibt auch immer mehr gemeinsame wirtschaftliche Aktivitäten. Anlässlich des 100. Jubiläums der Unabhängigkeitserklärung Albaniens im Jahr 2012 wurde im kosovarischen Prizren die erste gemeinsame Fibel von Albanern und Kosovo-Albanern veröffentlicht, für die zwei Albaner und zwei Kosovo-Albaner als Hauptautoren verantwortlich zeichnen. Der neu entstandene Kultur- und Kommunikationsraum wird als Albanosphäre bezeichnet.